# SG Dresden Striesen
SG Dresden Striesen is een Oost-Duitse voetbalclub uit Dresden, Saksen.

## Geschiedenis
De club werd op 1 juni 1910 opgericht als Dresdner SV 1910 na een fusie tussen enkele clubs uit de voorsteden van Dresden. Een jaar later werd er een voetbalafdeling opgericht die in de jaren twintig succesvol was in de competitie van de arbeidersbond (ATSB). Nadat in 1930 een nieuwe arbeidersbond werd opgericht (Rotsport) splitste de club zich in twee. Het ene deel bleef bij de ATSB terwijl een ander deel naar de Rotsport ging. In het eerste kampioenschap van de Rotsport won Dresden de titel tegen Sparta 1911 Berlin. Nadat de NSDAP in 1933 aan de macht kwam werden alle arbeidersclubs in Duitsland verboden en ontbonden.
Na de Tweede Wereldoorlog werd de club heropgericht als SG Striesen. In 1947 werd de naam gewijzigd in ZSG Nagema en toen de club in 1949 werd overgenomen door de sigarettenfabriek van Striesen werd de naam BSG VVB Tabak Dresden. In 1952 werd de naam BSG Empor Tabak Dresden. Op sportief vlak miste de club deelname aan het eerste naoorlogse kampioenschap. In 1950 werd SG Dresden-Friedrichstadt ontbonden. De club werd tweede in de DDR-Oberliga en verloor de titel volgens de club op manipulatieve wijze waardoor er groot protest kwam. De club werd opgeheven en de restanten sloten zich bij Tabak Dresden aan. Ook de plaats in de Oberliga zou naar Tabak gaan en de spelers speelden al enkele vriendschappelijke wedstrijden. Maar nadat elf spelers zich aansloten bij Hertha BSC en zeven bij DSC Heidelberg bleef Tabak in de Landesklasse spelen. De vacante plaats in de Oberliga werd door SG Volkspolizei Dresden overgenomen. Empor ontwikkelde zich tot een van de grootste sportverenigingen van Dresden en verwierf bekendheid in de afdelingen kegelen en biljart. De voetbalafdeling speelde voornamelijk op regionaal niveau.
In 1983 werd Empor vicekampioen achter het tweede elftal van BSG Stahl Riesa, omdat deze club niet mocht promoveren nam Empor deel aan de eindronde en promoveerde voor het eerst naar de DDR-Liga. De club werd negende op twaalf teams en dat zou normaal goed genoeg zijn voor het behoud ware het niet dat de DDR-Liga van vijf naar twee reeksen herleid werd.
Na de Duitse hereniging in 1990 werd de historische naam DSV 1910 aangenomen. Kort daarna werd de voetbalafdeling zelfstandig onder de naam SG Dresden Striesen. De club begon in de gezamenlijke Duitse competitie in de Bezirksliga Dresden, dat nu nog maar de vijfde klasse was. Na één seizoen degradeerde de club en keerde in 1997 terug. Daar degradeerde de club weer na enkele seizoenen en sinds 2005 speelt de club in de Bezirksklasse (achtste klasse).